# 今村恒夫
今村 恒夫（いまむら つねお 、1908年1月15日 - 1936年12月9日）は、詩人。本名は久雄。

## 生涯
福岡県嘉穂郡碓井村(現嘉麻市碓井町)出身。日本大学中退。1929年頃からプロレタリア文学雑誌『文芸戦線』に作品を発表し、労農芸術家連盟に加わったがのちに脱退。日本プロレタリア作家同盟、日本共産青年同盟に加盟。1932年、日本共産党に入党。この年、演出家杉本良吉と共にコミンテルンとの連絡の任務を帯びてソビエト連邦へ向かったが、小樽で船がうまく調達できず引き返した。1933年2月20日、小林多喜二とともに特別高等警察に逮捕された。豊多摩刑務所収監中に病状が悪化、保釈され帰郷し夭折した。
1973年9月、『今野大力・今村恒夫詩集』が新日本出版社から出版された。1976年、碓井町に「今村恒夫文学碑」が建立された。